# Ulla Knudsen
Ulla Knudsen (* 21. Juni 1976) ist eine ehemalige dänische Fußballspielerin. 

## Karriere

### Vereine
Knudsen spielte im Seniorinnenbereich zuletzt bis Ende des Jahres 1996 für den Vejle Boldklub und anschließend von 1997 bis 2001 für die in Aarhus ansässige Hjortshøj-Egaa Idrætsforening in der 3F Ligaen, der seinerzeit höchsten Spielklasse im dänischen Frauenfußball. Mit der Mannschaft gewann sie zweimal in Folge die Meisterschaft und erreichte 1997 das Finale um den nationalen Vereinspokal, das gegen den Boldklub aus der Rødovre Kommune mit 0:1 verloren wurde. In der Spielzeiten 2001 und 2002 war sie für den Horsens SC und für IK Skovbakken aktiv.

### Nationalmannschaft
Nachdem Knudsen für die Nachwuchsnationalmannschaften des DBU der Altersklassen U17 und U21 in sieben Jahren 25 Länderspiele bestritten und drei Tore erzielt hatte, nahm sie mit der A-Nationalmannschaft am Turnier um den Algarve-Cup 1999 teil. Im zweiten Spiel der Gruppe B bei der 0:2-Niederlage gegen die Nationalmannschaft Chinas in Olhão bestritt sie – mit Einwechslung für Lene Terp in der 70. Minute – ihr erstes A-Länderspiel. Sie wurde im dritten Gruppenspiel und auch im Spiel um Platz 3, bei der ihre Mannschaft erst im Elfmeterschießen mit 1:4 gegen die Nationalmannschaft Norwegens verlor, eingesetzt. Im Turnier 2001 bestritt sie drei Spiele der Gruppe B sowie das mit 0:3 verlorene Finale gegen die Nationalmannschaft Schwedens am 17. März 2001 in Loulé.
Zwischen den beiden Turnieren kam sie in zwei Vergleichen mit der Nationalmannschaft Deutschlands am 27. April 1999 und am 27. August 2000 bei den 1:3- und 0:7-Niederlagen in Saarbrücken und Aachen sowie in den beiden EM-Playoff-Spielen gegen die Nationalmannschaft Spaniens beim 6:1- und 4:2-Sieg in Burgos und Odense zum Einsatz. Am 9. und 11. April 2001 spielte sie jeweils gegen die Nationalmannschaft der Niederlande beim 1:1-Unentschieden in Elst und beim 3:0-Sieg in Hoogeveen. Zum sich abzeichnenden Karriereende gehörte sie noch dem Kader für die Europameisterschaft 2001 an und kam am 25. Juni in Aalen bei der 1:2-Niederlage gegen die Nationalmannschaft Italiens im ersten Spiel der Gruppe B zu ihrem letzten Länderspiel.

## Erfolge
Nationalmannschaft
- Algarve-Cup-Finalist 2001

HEI Aarhus
- Dänischer Meister 1997, 1998
- Dänischer Pokal-Finalist 1997